# Lecanto
Lecanto ist ein census-designated place (CDP) im Citrus County im US-Bundesstaat Florida. Das U.S. Census Bureau hat bei der Volkszählung 2020 eine Einwohnerzahl von 6.301 ermittelt.

## Geographie
Lecanto liegt rund 10 km westlich von Inverness sowie 100 km nördlich von Tampa. Der CDP wird von der Florida State Road 44 durchquert.

## Demographische Daten
Laut der Volkszählung 2010 verteilten sich die damaligen 5882 Einwohner auf 2509 Haushalte. Die Bevölkerungsdichte lag bei 84 Einw./km². 92,0 % der Bevölkerung bezeichneten sich als Weiße, 4,1 % als Afroamerikaner, 0,2 % als Indianer und 1,4 % als Asian Americans. 0,8 % gaben die Angehörigkeit zu einer anderen Ethnie und 1,5 % zu mehreren Ethnien an. 4,6 % der Bevölkerung bestand aus Hispanics oder Latinos.
Im Jahr 2010 lebten in 23,8 % aller Haushalte Kinder unter 18 Jahren sowie 44,1 % aller Haushalte Personen mit mindestens 65 Jahren. 68,8 % der Haushalte waren Familienhaushalte (bestehend aus verheirateten Paaren mit oder ohne Nachkommen bzw. einem Elternteil mit Nachkomme). Die durchschnittliche Größe eines Haushalts lag bei 2,36 Personen und die durchschnittliche Familiengröße bei 2,76 Personen.
19,0 % der Bevölkerung waren jünger als 20 Jahre, 19,2 % waren 20 bis 39 Jahre alt, 29,4 % waren 40 bis 59 Jahre alt und 32,5 % waren mindestens 60 Jahre alt. Das mittlere Alter betrug 49 Jahre. 52,7 % der Bevölkerung waren männlich und 47,3 % weiblich.
Das durchschnittliche Jahreseinkommen lag bei 44.427 $, dabei lebten 10,5 % der Bevölkerung unter der Armutsgrenze.
Im Jahr 2000 war Englisch die Muttersprache von 92,03 % der Bevölkerung, spanisch sprachen 6,55 % und 1,42 % hatten eine andere Muttersprache.

## Schulen
- Lecanto Primary School
- Crest School
- Central Catholic School Of City
- Seven Rivers Christian School
- Lecanto Middle School
- Lecanto High School
- Cypress Hill Academy